# Колодязна вулиця (Херсон)
Вулиця Колóдяжна—одна з вулиць міста Херсон в мікрорайоні Забалка Корабельного району.

## Розташування
Вулиця починається асфальтною дорогою від Корабельної площі до провулку Кавалерівського і балкою рухається на північний схід через Панкратівський міст до Тракторної вулиці.

## Історія
Вулиця була прокладена в XIX столітті на місці балки. Згодом вона отримала сучасну назву.

## Опис
Вулиця неширока, повністю асфальтована. Забудована приватними будинками